# کورولووکا-اوسادا
کورولووکا-اوسادا (به لهستانی:  Korolówka-Osada) یک روستا در لهستان است که در گمینا وووداوا واقع شده‌است. کورولووکا-اوسادا  ۴۸۸ نفر جمعیت دارد.